# Šargija

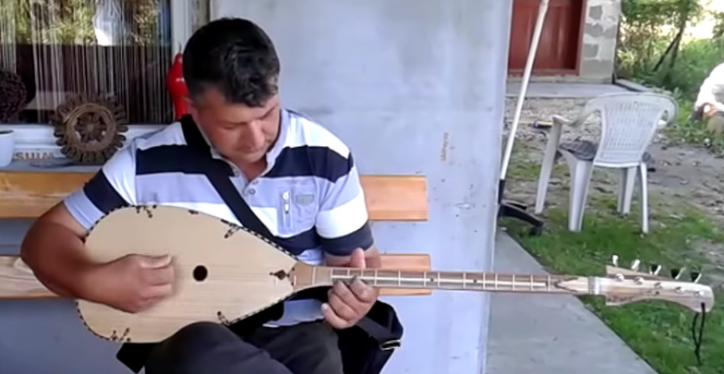
Šargija

Šargija

De šargija is een snaarinstrument - een langhalsluit - dat met een plectrum bespeeld wordt. Het instrument wordt gebruikt in de volksmuziek van diverse Balkanlanden;  Albanië, Bosnië en Herzegovina, Kroatië en Servië. De šargija heeft oorspronkelijk 4 snaren, maar is meestal uitgebreid met tot 6 of 7 snaren. 
De šargija is ontstaan in Bosnië en Herzegovina, onder Osmaans-Turks gezag en wordt daar door Bosnische moslims, Kroaten en Serviërs bespeeld. De šargija doet veel denken aan de Turkse saz en wordt in volksmuziek vaak met een viool bespeeld. Op deze muziek wordt dan dikwijls de kolo gedanst. Ook de Albanezen gebruiken het instrument, echter soms in een andere variant.
De šargija wordt vandaag de dag gebruikt bij folklore-festivals, feestdagen en overigen. Ook gebruiken (Bosnisch-)Kroatische, Bosnische, Servische en Albanese zangers en zangeressen het instrument steeds vaker in popmuziek (pop-folk).
Ook de Griekse bouzouki en de Turkse bağlama zijn gelijkende instrumenten.